# Thorvald Eiriksson
Thorvald Eiriksson (fornnordiska: Þōrvaldr Eirikssonr; isländska: Þorvaldur Eiríksson) var Erik Rödes son. Han var även bror till Leif, Torsten och Frejdis. Han skall ha varit med på vikingafärderna  till Vinland (Nordamerika).